# Metropolia zagrzebska
Metropolia zagrzebska – metropolia Kościoła rzymskokatolickiego w Chorwacji. Składa się z metropolitalnej archidiecezji zagrzebskiej i czterech diecezji (w tym jednej obrządku wschodniego). Została ustanowiona 11 grudnia 1852 roku. Od 15 kwietnia 2023 godność metropolity sprawuje abp Dražen Kutleša. 
W skład metropolii wchodzą:
- archidiecezja zagrzebska
- diecezja Bjelovar-Križevci
- diecezja Sisak
- diecezja Varaždin
- diecezja Križevci (chorwacki Kościół greckokatolicki)